# (32252) 2000 OJ51
2000 OJ51 (asteroide 32252) é um asteroide da cintura principal. Possui uma excentricidade de 0.03861060 e uma inclinação de 13.35051º.
Este asteroide foi descoberto no dia 30 de julho de 2000 por LINEAR em Socorro.